# 咖啡哲學

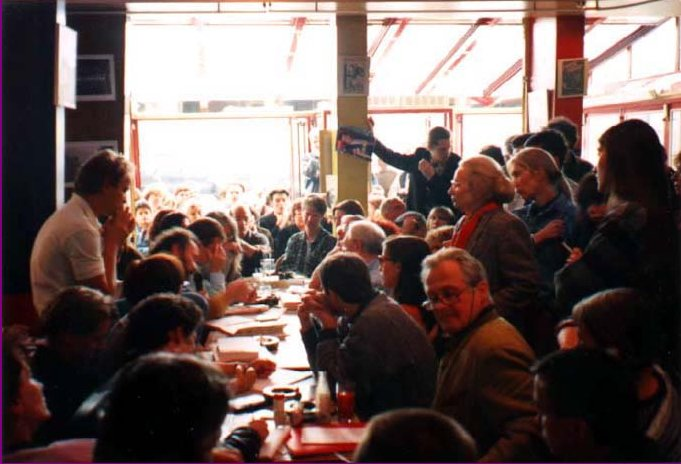
馬克·索泰在“法勒斯咖啡館”（1994年，巴黎）

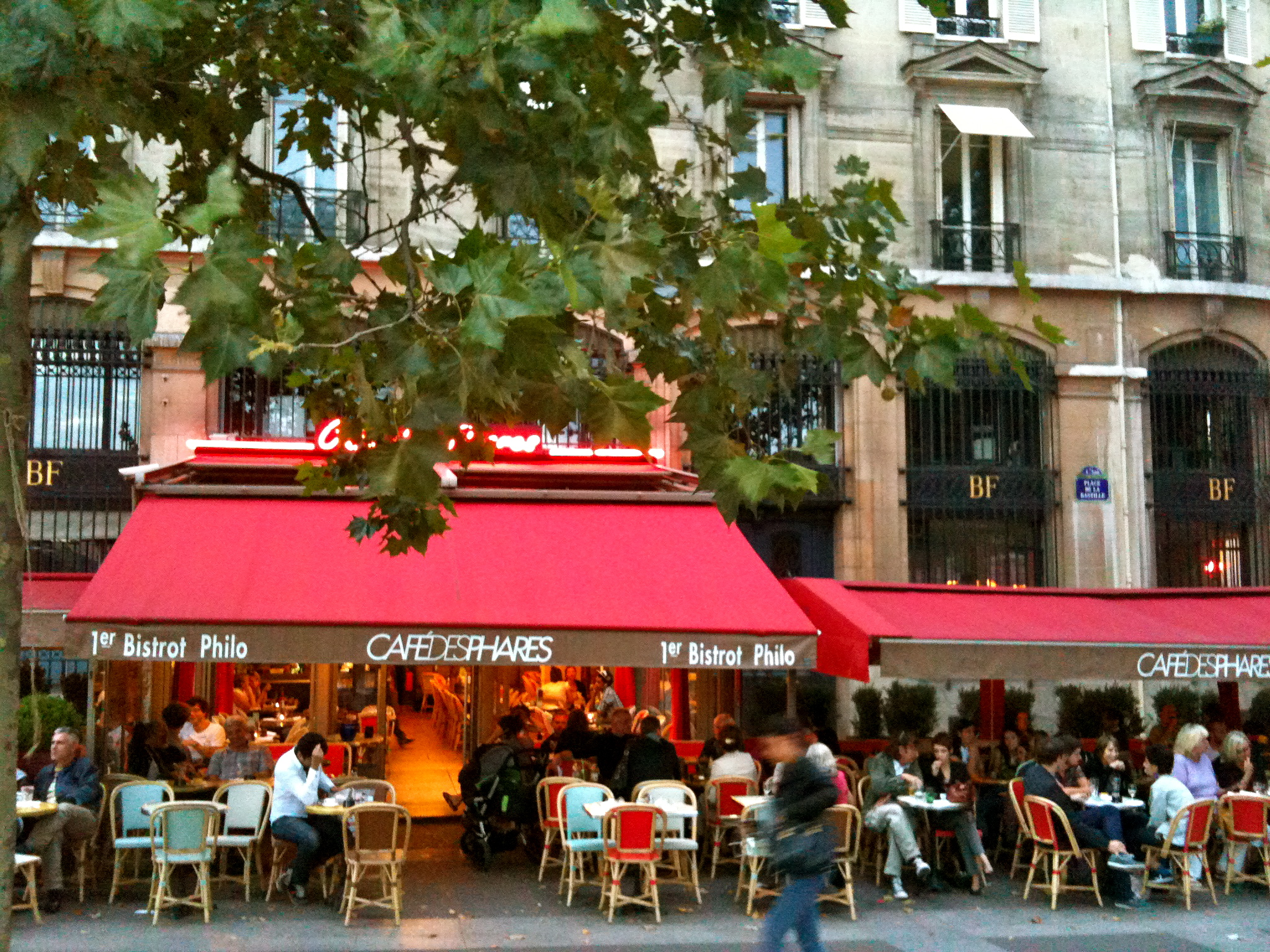
“法勒斯咖啡館”（Café des Phares）是最早的哲學咖啡館

咖啡哲學（Café philosophique）即哲學咖啡館，咖啡哲學並不是研究咖啡的哲學分支，意指一群人在咖啡館輕鬆地討論哲學話題，這個詞最早由法國巴黎哲學家馬克·索泰於1992年12月13日提出。
在1998年索泰去世時，法國大約有100家“哲學咖啡館”，全球約150家哲學咖啡館。

## 概念

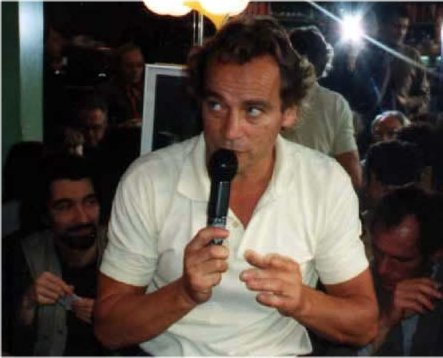
咖啡哲學發起人馬克·索泰

在咖啡館談論哲學話題這個活動最早由法國哲學家馬克·索泰在巴黎發起  ，邀請各行各業，包括不是研究哲學的普通百姓一起參予討論，讓不同知識圈的人可以在放鬆喝咖啡的時候一起進行哲學的思辨。馬克·索泰認為大家一起討論、思考一個話題是非常令人興奮的，這個概念可以在公開場合進行，不被拘束在教室、會議室。這個概念後來使馬克·索泰創立了哲學咖啡館。馬克·索泰後來也用此概念創立了科学咖啡馆（咖啡科學）。
這個概念出現之後世界各地越來越多的哲學家也採用和馬克·索泰一樣的想法。擺脫傳統哲學學術研究上的嚴謹性，咖啡哲學本身是一種開放的精神，允許沒接觸過哲學的人參與討論。這個概念一開始源自於法國，後來傳入英國、德國、比利時、奧地利、瑞士、芬蘭，最終遍及歐洲，現在亦延伸至加拿大、南美洲、希臘、澳大利亞、日本乃至美國。因為這個概念的成功也使法國總統雅克·希拉克派遣專人向拉丁美洲引進此概念。

## 歷史

### 早期
在英國這個概念由威克斯沃思哲學家埃文·盧瑟福（Evan Rutherford）1993年在德比郡克羅姆福德的書店咖啡館開始，他於此舉辦公開聚會，至2009年已經舉辦100場會議，這些聚會的參與者通常不是專業哲學家或學者，而是普通的百姓，並歡迎任何人提出議題，大家共同批判。

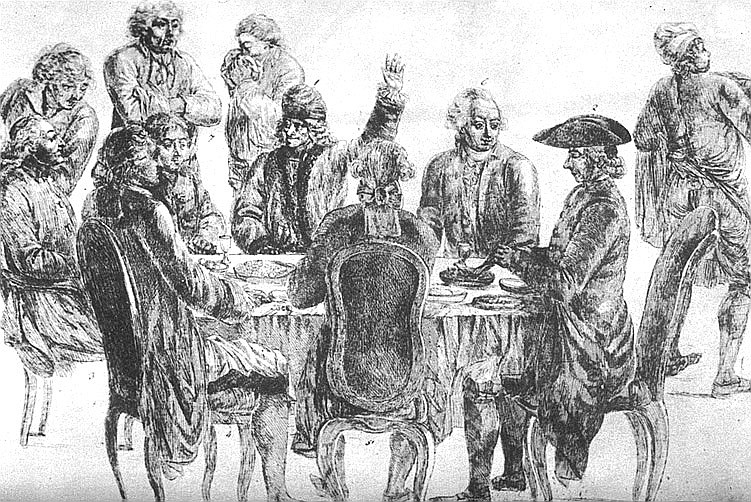
在普罗可布咖啡馆：从左至右依次为：孔多塞侯爵、La Harpe、伏尔泰（举起手臂）和狄德罗。

鄂圖曼帝國於17世紀擴張時，也從維也納接收了這些概念，在維也納每個人在咖啡館待上一整天是十分常見的（维也纳咖啡馆文化），因此咖啡館也成了交際場所並討論各種話題的地方。土耳其中咖啡馆成為朋友們喝杯飲料的地方。傳統的阿哥拉也從公共廣場搬到了城市中心的咖啡館。所有類型的哲學家、詩人、作家和知識分子使這些地方成為新的會議場所。
在1686年大廚普羅科皮奧·卡托開設的普罗可布咖啡馆位于巴黎第六区的老喜剧院街（rue de l'Ancienne Comédie）。這是巴黎的第一家咖啡館。經常在咖啡館進行哲學討論的知識分子有雨果、魏尔伦、巴尔扎克、博马舍、伏爾泰、卢梭、乔治·雅克·丹敦、馬拉、奥诺雷·德·巴尔扎克和德尼·狄德罗和其他人
馬克·索泰在巴黎約30年的時間裡看到詩人、畫家、作家和超现实主义主義者在蒙帕納斯的咖啡館與另外拉丁區的存在主義形式花神咖啡馆進行了哲學的討論。這導致了馬克·索泰創立了哲學咖啡館。

### 哲學咖啡館
馬克·索泰在1992年12月13日於法國巴黎巴士底广场開始著手建立一間哲學咖啡館。他每個星期天早上11點招集一些朋友開2小時的「咖啡哲學」的聚會，他的想法是將哲學回歸到公眾而不是學者與貴族的基本原則。第一次的聚會只有十幾人參加。不久之後有些大學生加入、其次是市中心的一些居民、司機、有空的女性加入，這之後每次的聚會上逐漸達到200人產與的每周聚會，馬克·索泰將這活動的成功歸功於參與的廣大群眾。此時馬克·索泰被其他高等教育學者排斥，認為是不尊重哲理研究上的嚴謹性。

## 延伸閱讀
- Chaplin, Tamara, Turning on the mind: French philosophers on television, University of Chicago Press, 2007, ISBN 0-226-50991-5
- Marinoff, Lou, Philosophical practice, Academic Press, 2002, ISBN 0-12-471555-9
- Raabe, Peter B., Issues in philosophical counseling, Greenwood Publishing Group, 2002, ISBN 0-275-97667-X
- Sautet, Marc, Un café pour Socrate : comment la philosophie peut nous aider à comprendre le monde d'aujourd'hui, Paris : R. Laffont, 1995, ISBN 2-221-07606-0

## 外部連結
- The list of all caféphilos in the world and registering new ones（页面存档备份，存于）
- ¿What is a Philosophy Café? in Spanish, by the Philosophical and Legal Investigations Circle.
- The philosophy café （页面存档备份，存于） by Dr. Óscar Brenifier, in Spanish.
- Britannica Online Encyclopedia: “French literature” - Café Littéraire （页面存档备份，存于）
- Philosophical cafes in Poland（页面存档备份，存于） by Guido Giacomo Gattai, complete videos and information about upcoming events